# Andrzej Zieliński (dziennikarz muzyczny)
Andrzej Zieliński (ur. 8 kwietnia 1990 w Warszawie) – polski dziennikarz muzyczny, muzykolog specjalizujący się w muzyce jazzowej, związany z Polskim Radiem.
Andrzej Zieliński jest autorem audycji Teraz Jazz i cyku „Jazzowa Rozmowa” w Programie 2 Polskiego Radia oraz audycji „Na jazzowo” w Polskim Radiu Chopin. Jeden z kuratorów cyklu Jazz.PL, autor wielu audycji historycznych oraz wywiadów. Publikuje m.in. na łamach magazynu Jazz Forum, tygodnika Wprost, miesięczników: Muzyka w Mieście, Ruch Muzyczny oraz na portalu Jazzarium.pl.
Andrzej Zieliński zdobył Grand Prix Jazz Melomani w kategorii „Dziennikarz Roku 2021” (wraz z Piotrem Metzem i Rochem Sicińskim).
Od 2023 roku zasiada w Zarządzie Polskiego Stowarzyszenia Jazzowego. 